# ايرونكا تشامبيون
ايرونكا تشامبيون (بالإنجليزية: Aeronca Champion)‏ هي طائرة تدريب، طائرة أحادية السطح وعالية الأجنحة وذات مقعدين. أنتجت في 1946 بالولايات المتحدة. من صناعة ايرونكا. كان أول طيران لها في 1944. دخلت الخدمة في 1945، ومازالت في الخدمة حتى الآن. صنع منها 10,000 طائرة.

## المستخدمون
- القوات البرية للولايات المتحدة